# 1974-es magyar atlétikai bajnokság
Az 1974-es magyar atlétikai bajnokság a 79. bajnokság volt. Megrendezésre került az első fedett pályás bajnokság 13 férfi és 10 női számban. Utoljára rendezték meg szabadtéren az ötpróba és tízpróba csapatversenyeket.

## Helyszínek
- mezei bajnokság: március 31., Dunakeszi, lóversenypálya
- ügyességi csapatbajnokság: május 4–5. és 9., Népstadion
- 50 km-es gyaloglás: június 9., Népstadion és környéke
- maraton: június 16., Nyíregyháza – Nagyhalász – Nyíregyháza
- pályabajnokság: július 19–21., Népstadion
- 20 km-es gyaloglás: július 21., Népstadion
- összetett bajnokság: augusztus 4–5., Népstadion
- váltóbajnokság: október 12–13., Népstadion

## Eredmények

### Férfiak
| Versenyszám            | Arany                                                                                 | Arany     | Ezüst                                                                                    | Ezüst     | Bronz                                                                                    | Bronz     |
| ---------------------- | ------------------------------------------------------------------------------------- | --------- | ---------------------------------------------------------------------------------------- | --------- | ---------------------------------------------------------------------------------------- | --------- |
| 100 m                  | Farkas Tibor Bp. Honvéd                                                               | 10,4      | Korona László Bp. Spartacus                                                              | 10,5      | Bátori István Újpesti Dózsa                                                              | 10,6      |
| 200 m                  | Farkas Tibor Bp. Honvéd                                                               | 21,4      | Korona László Bp. Spartacus                                                              | 21,5      | Galántai Sándor Gödöllői EAC                                                             | 21,6      |
| 400 m                  | Rózsa István MTK                                                                      | 47,5      | Nagy Tibor Debreceni MTE                                                                 | 47,6      | Kövesdi István Ózdi Kohász                                                               | 47,9      |
| 800 m                  | Zsinka András Újpesti Dózsa                                                           | 1:48,8    | Fekete Sándor Újpesti Dózsa                                                              | 1:49,7    | Rábold Gusztáv Bp. Spartacus                                                             | 1:49,8    |
| 1500 m                 | Zemen János Újpesti Dózsa                                                             | 3:45,0    | Rábold Gusztáv Bp. Spartacus                                                             | 3:45,9    | Szántó Tamás Újpesti Dózsa                                                               | 3:47,4    |
| 5000 m                 | Török János Szegedi EOL                                                               | 13:53,0   | Mohácsi Péter MTK                                                                        | 13:53,8   | Siető Dániel Kazincbarcikai Vegyész                                                      | 13:54,0   |
| 10 000 m               | Fancsali András Újpesti Dózsa                                                         | 28:49,6   | Mohácsi Péter MTK                                                                        | 29:21,6   | Babinyecz József Csepel SC                                                               | 29:32,0   |
| 4 × 100 m              | Kandár Tibor Magyar Gyula Lóránd Károly Farkas Tibor Bp. Honvéd                       | 41,6      | Pajor Ferenc Árva István Fügedi József Bátori István Újpesti Dózsa                       | 42,0      | Földessi József Rózsa István Kerékgyártó László Kovács József MTK                        | 42,3      |
| 4 × 200 m              | Magyar Gyula Farkas Tibor Aradi János Lóránd Károly Bp. Honvéd                        | 1:27,1    | Pajor Ferenc Árva István Bátori István Fügedi József Újpesti Dózsa                       | 1:27,5    | Babinszki Tibor Pavek Ferenc Széll István Árendás József BEAC                            | 1:28,5    |
| 4 × 400 m              | Lukács László Szabó Antal Lépold Endre Patty István Pécsi MSC                         | 3:13,2    | Bátori István Fügedi József Árva István Fekete Sándor Újpesti Dózsa                      | 3:14,0    | Kovács József Koppányi Zsolt Babiczky Gábor Rózsa István MTK                             | 3:17,2    |
| 4 × 800 m              | Szántó Tamás Zemen János Fekete Sándor Zsinka András Újpesti Dózsa                    | 7:42,4    | Csoma Ferenc B. Nagy Péter Schmudla Mihály Barnaki Ferenc MAFC                           | 7:50,2    | Adorján László Rimeli Török János Molnár György Szegedi EOL                              | 7:55,0    |
| 4 × 1500 m             | Zsinka András Németh Gyula Szántó Tamás Zemen János Újpesti Dózsa                     | 15:35,6   | Kocsis László Szekeres János Benyovszky István Hrenek János Bp. Honvéd                   | 15:41,8   | Csoma Ferenc Kovács Barnaki Ferenc Báthori Gábor MAFC                                    | 15:43,6   |
| 110 m gát              | Bognár László TFSE                                                                    | 14,0      | Sax Róbert Dorogi AC                                                                     | 14,4      | Dóczi Ferenc Vasas                                                                       | 14,4      |
| 400 m gát              | Árva István Újpesti Dózsa                                                             | 50,8      | Kövesdi István Ózdi Kohász SE                                                            | 51,6      | Aradi János Bp. Honvéd                                                                   | 51,6      |
| 3000 m akadály         | Németh Gyula Újpesti Dózsa                                                            | 8:44,0    | Máté Sándor Újpesti Dózsa                                                                | 8:44,8    | Sári Elek Gödöllői EAC                                                                   | 8:45,4    |
| 20 km gyaloglás        | Fórián Sándor Kazincbarcikai Vegyész                                                  | 1:34:51,8 | Grandpierre Csaba Bp. Honvéd                                                             | 1:35:13,6 | Stankovics Imre BEAC                                                                     | 1:35:43,4 |
| 50 km gyaloglás        | Grandpierre Csaba Bp. Honvéd                                                          | 4:37:48,6 | Jung András Bp. Építők                                                                   | 4:52:50,8 | Ruttkai Zoltán Bp. Honvéd                                                                | 5:02:18:0 |
| magasugrás             | Kelemen Endre Újpesti Dózsa                                                           | 215 cm    | Szórád Péter Csepel SC                                                                   | 212 cm    | Farkas Ferenc Diósgyőri VTK                                                              | 212 cm    |
| távolugrás             | Németh Gyula Bakony Vegyész                                                           | 792 cm    | Katona Gábor Bp. Honvéd                                                                  | 784 cm    | Sárközi András Bp. Honvéd                                                                | 749 cm    |
| hármasugrás            | Cziffra Zoltán Bp. Honvéd                                                             | 16,36 m   | Katona Gábor Bp. Honvéd                                                                  | 16,05 m   | Balogh Miklós Bp. Honvéd                                                                 | 15,67 m   |
| rúdugrás               | Kalmár Mihály Bp. Spartacus                                                           | 470 cm    | Franke László Bp. Honvéd                                                                 | 470 cm    | Anderle Dénes Újpesti Dózsa                                                              | 450 cm    |
| súlylökés              | Nagy György BEAC                                                                      | 17,76 m   | Várkonyi Gábor VM Egyetértés                                                             | 17,72 m   | Varjú Vilmos Újpesti Dózsa                                                               | 17,69 m   |
| diszkoszvetés          | Murányi János Bp. Spartacus                                                           | 62,20 m   | Fehér Géza Bp. Honvéd                                                                    | 60,42 m   | Horváth Géza Bp. Honvéd                                                                  | 56,94 m   |
| gerelyhajítás          | Erdélyi György BEAC                                                                   | 83,26 m   | Németh Miklós Vasas                                                                      | 82,90 m   | Paragi Ferenc Csepel SC                                                                  | 78,50 m   |
| kalapácsvetés          | Encsi István Bp. Építők                                                               | 68,68 m   | Eckschmiedt Sándor Újpesti Dózsa                                                         | 67,00 m   | Németh Pál Szombathelyi SE                                                               | 63,46 m   |
| tízpróba               | Raáb Tibor Diósgyőri VTK                                                              | 7168      | Czabán Dániel BEAC                                                                       | 6775      | Szepesi Ádám BEAC                                                                        | 6699      |
| maraton                | Szekeres Ferenc Csepel SC                                                             | 2:29:57,6 | Tóth Gyula Ózdi Kohász                                                                   | 2:30:49,8 | Klekner László Ferencvárosi TC                                                           | 2:34:49,6 |
| mezei futás (13 km)    | Mecser Lajos Salgótarjáni BTC                                                         | 44:21,0   | Szekeres Ferenc Csepel SC                                                                | 44:28,6   | Kárai Kázmér Csepel SC                                                                   | 45:26,2   |
| kis mezei futás (8 km) | Török János Szegedi EOL                                                               | 26:44,0   | Szekeres János Bp. Honvéd                                                                | 26:45,4   | Tóth Béla MTK                                                                            | 26:59,4   |
| 20 km gyaloglás csapat | Grandpierre Csaba Dalmati János Tábori János Bp. Honvéd                               | 4:49:27,4 | Danovszky Ferenc Jung András Török Mihály Bp. Építők                                     | 5:23:41,4 |                                                                                          |           |
| 5000 m csapat          | Kerékjártó István Fancsali András Németh Gyula Máthé Sándor Zemen János Újpesti Dózsa | 29        | Kárai Kázmér Szekeres Ferenc Magyar Károly Babinyecz József Mocsári Imre Csepel SC       | 88        | Kocsis László Szekeres János Szálas Menyhért Hrenek János Pápai Zoltán Bp. Honvéd        | 105       |
| maraton csapat         | Szekeres Ferenc Kárai Kázmér Mocsári Endre Csepel SC                                  | 8:05:01,2 | Mózes István Játékos Pál Schiller Tivadar Tatabányai Bányász                             | 8:44:58,6 |                                                                                          |           |
| magasugrás csapat      | Major István Juhász Árpád Gábossy Lajos Katona Gábor Simon János Bp. Honvéd           | 200,4 cm  | Kujalek Károly Verbai Gyula Sidó Csaba Hortobágyi Tibor Dóczi Ferenc Bp. Vasas           | 199,90 cm | Tihanyi József Tímár Mihály Veress Lajos Benkő Péter Liptai TFSE                         | 191,8 cm  |
| távolugrás csapat      | Katona Gábor Sárközi András Kandár Tibor Balogh Miklós Cziffra Zoltán Bp. Honvéd      | 723,8 cm  | Kiss László Láng Gyula Nyerges Mihály Róth Ferenc Uri József BEAC                        | 684,4 cm  | Kovács János Tungli József Arany Sándor Németh Gyula Terlaki József Bakony Vegyész       | 678,8 cm  |
| hármasugrás csapat     | Balogh Miklós Katona Gábor Cziffra Zoltán Sárközi András Kiss Tibor Bp. Honvéd        | 15,326 m  | Kiss László Uri József Róth Ferenc Andor László Andor György BEAC                        | 14,180 m  | Kovács János Kubinszki János Tungli József Németh Gyula Arany Sándor Bakony Vegyész      | 13,816 m  |
| rúdugrás csapat        | Viskovics Károly Anderle Dénes Pfeiffer László Kiss Árpád Kiss Tibor Újpesti Dózsa    | 430 cm    | Steinhacker Róbert Tamás István Weglarcz Iván Kalmár Mihály Moldvai Ferenc Bp. Spartacus | 416 cm    | Schulek Ágoston Preszburger György Peterdi István Sallai Béla Kiss-Tóth Ferenc Bp. Vasas | 400 cm    |
| súlylökés csapat       | Varga Mihály Horváth István Fejér Géza Vecsey Lajos Lukács László Bp. Honvéd          | 15,404 m  | Soross Bíró Hoffmann János Tégla Ferenc Varjú Vilmos Újpesti Dózsa                       | 14,862 m  | Molnár Reiss Szegletes Ferenc Jáka Károly Teveli Mihály Bp. Vasas                        | 14,346 m  |
| diszkoszvetés csapat   | Fejér Géza Horváth Géza Szauer Pál Varga Mihály Gajdán László Bp. Honvéd              | 53,422 m  | Teveli Mihály Paprika László Bakó István Kácsor József Szegletes Ferenc Bp. Vasas        | 47,656 m  | Schweikhardt Vinkó György Raáb Tibor Farkas Gyula Faragó János Diósgyőri VTK             | 47,542    |
| gerelyhajítás csapat   | Kulcsár Gergely Máté Ferenc Kemény László Rédli József Csoma Balázs TFSE              | 66,000 m  | Bán Béla Halmai Róbert Imre László Merán István Erdélyi György BEAC                      | 62,540 m  | Kovács György Bálint Béla Bánkuti József Bakai József Paragi Ferenc Csepel SC            | 61,928    |
| kalapácsvetés csapat   | Encsi István Gaál Gyula Turák Károly Mészáros László Kovács Attila Bp. Építők         | 57,90 m   | Horváth Gajdán László Bándi András Fejér Géza Farkas János Bp. Honvéd                    | 54,62 m   | Trényi Imre Almási László Pavlovics László Katona Zoltán Lázár György Szegedi EOL        | 54,22 m   |
| tízpróba csapat        | Czabán Dániel Szepesi Ádám Nyerges Mihály BEAC                                        | 19 656    | Raáb Tibor Farkas Ferenc Fórizs Antal Diósgyőri VTK                                      | 19 440    | Bakai József Bálint Béla Damm József Csepel SC                                           | 18 774    |
| mezei futás csapat     | Szekeres Ferenc Kárai Kázmér Babinyecz József Magyar Károly Mocsári Endre Csepel SC   | 38        | Vincze István Bákány András Mák József Vansz István Tóth Ferenc Diósgyőri VTK            | 89        | Ligetkuti Ákos Horváth Ernő Patai Sándor Stepán Antal Kőfalvi Jenő Bp. Építők            | 140       |
| kis mezei futás csapat | Tóth Béla Pfeffer Ottó Mohácsi Péter Kiss László Czinkovszky Pál MTK                  | 52        | Fancsali András Máthé Sándor Németh Gyula Zsinka András Kerékgyártó István Újpesti Dózsa | 53        | Klekner László Szabó János Rónaszéki János Szatmári Sándor Gáspár Sándor Ferencvárosi TC | 130       |

### Nők
| Versenyszám          | Arany                                                                                 | Arany    | Ezüst                                                                                            | Ezüst    | Bronz                                                                                    | Bronz    |
| -------------------- | ------------------------------------------------------------------------------------- | -------- | ------------------------------------------------------------------------------------------------ | -------- | ---------------------------------------------------------------------------------------- | -------- |
| 100 m                | Szabó Ildikó Nyíregyházi VSSC                                                         | 11,4     | Havas Judit Bp. Vasas                                                                            | 11,5     | Bruzsenyák Ilona Újpesti Dózsa                                                           | 11,5     |
| 200 m                | Szabó Ildikó Nyíregyházi VSSC                                                         | 23,2     | Orosz Irén Újpesti Dózsa                                                                         | 23,6     | Kovács Annamária Bp. Honvéd                                                              | 24,0     |
| 400 m                | Orosz Irén Újpesti Dózsa                                                              | 53,3     | Tóth Éva Bp. Honvéd                                                                              | 54,3     | Könye Irma Bp. Honvéd                                                                    | 54,8     |
| 800 m                | Lipcsei Irén Debreceni MTE                                                            | 2:08,3   | Horváth Janka Haladás VSE                                                                        | 2:09,1   | Hepp Györgyné Szekszárdi Dózsa                                                           | 2:09,5   |
| 1500 m               | Völgyi Zsuzsa Bp. MEDOSZ                                                              | 4:18,5   | Horváth Janka Haladás VSE                                                                        | 4:22,1   | Hepp Györgyné Szekszárdi Dózsa                                                           | 4:22,6   |
| 3000 m               | Völgyi Zsuzsa Bp. MEDOSZ                                                              | 9:21,0   | Zsilák Ilona Békéscsabai Előre                                                                   | 9:23,2   | Jakab Erzsébet Győri Dózsa                                                               | 9:33,6   |
| 4 × 100 m            | Lukics Ilona Kovács Annamária Tóth Éva Könye Irma Bp. Honvéd                          | 46,1     | Szívós Irén Pusztai Éva Bruzsenyák Ilona Orosz Irén Újpesti Dózsa                                | 46,3     | Román Ágnes Havas Judit Sebők Klára Horváth Erzsébet Bp. Vasas                           | 48,0     |
| 4 × 200 m            | Lukics Ilona Kovács Annamária Tóth Éva Könye Irma Bp. Honvéd                          | 1:39,6   | Szívós Irén Szekeres Ibolya Pusztai Éva Orosz Irén Újpesti Dózsa                                 | 1:42,0   | Füle Zsuzsa Sebők Klára Havas Judit Román Ágnes Vasas                                    | 1:42,8   |
| 4 × 400 m            | Bruzsenyák Ilona Gutai Katalin Pusztai Éva Orosz Irén Újpesti Dózsa                   | 3:45,9   | Lukics Ilona Csipán Borbála Könye Irma Tóth Éva Bp. Honvéd                                       | 3:46,6   | Füle Zsuzsa Sebők Klára Havas Judit Román Ágnes Vasas                                    | 3:51,9   |
| 4 × 800 m            | Katona Ilona Peltsárszky Lilian Laczó Ibolya Zsilák Ilona Békéscsabai Előre           | 9:21,2   | Sipka Ágnes Pomázi Irén Woth Klára Budavári Mária BEAC                                           | 9:29,2   | Diószegi Éva Richter Anna Babinyecz Józsefné Váczi Éva Csepel SC                         | 9:30,6   |
| 100 m gát            | Bruzsenyák Ilona Újpesti Dózsa                                                        | 13,1     | Balogh Katalin Zalaegerszegi TE                                                                  | 13,6     | Kiss Mária Ózdi Kohász                                                                   | 13,9     |
| magasugrás           | Kreisz Andrea Testnevelési Főiskola                                                   | 174 cm   | Béla Emese Gyulai SE                                                                             | 174 cm   | Sámuel Edit Bp. SpartacusRudolf Erika MAFC                                               | 174 cm   |
| távolugrás           | Bruzsenyák Ilona Újpesti Dózsa                                                        | 663 cm   | Szabó Ildikó Nyíregyházi VSSC                                                                    | 659 cm   | Papp Margit Csepel SC                                                                    | 622 cm   |
| súlylökés            | Bognár Judit Bp. Honvéd                                                               | 17,68 m  | Irányi Margit Bp. Honvéd                                                                         | 16,20 m  | Armuth Edit Bp. Honvéd                                                                   | 15,68 m  |
| diszkoszvetés        | Pallay Sándorné Diósgyőri VTK                                                         | 56,56 m  | Kontsek Jolán Újpesti Dózsa                                                                      | 55,20 m  | Bognár Judit Bp. Honvéd                                                                  | 55,16 m  |
| gerelyhajítás        | Vágó Imréné Újpesti Dózsa                                                             | 58,22 m  | Vágási Aranka TFSE                                                                               | 55,72 m  | Budavári Éva Nagykőrös                                                                   | 50,86 m  |
| ötpróba              | Bruzsenyák Ilona Újpesti Dózsa                                                        | 4561     | Papp Margit Csepel SC                                                                            | 4438     | Szabó Ildikó Nyíregyházi VSSC                                                            | 4402     |
| mezei futás          | Völgyi Zsuzsa Bp. MEDOSZ                                                              | 8:49,2   | Csipán Borbála Bp. Honvéd                                                                        |          | Horváth Janka Haladás VSE                                                                |          |
| magasugrás csapat    | Csorba Virginia König Katalin Kreisz Andrea Balatoni Anna Papik Éva TFSE              | 163,0 cm | Anka Éva Bruzsenyák Ilona Bíró Éva Major Irén Gréczy Éva Újpesti Dózsa                           | 158,8 cm | Szabó Ildikó Dudás Éva Morvai Katalin Mátay Andrea Mátay M. MAFC                         | 157,2 cm |
| távolugrás csapat    | Balatoni Anna König Katalin Wieland Ilona Cserjés Mária Kreisz Andrea TFSE            | 570,2 cm | Pénzes Andrea Kukucs Mária Bedenszky Zsuzsa Lukics Ildikó Frank Dénesné Bp. Honvéd               | 550,6 cm | Baumann Gizella Szívós Irén Bíró Éva Bata Erzsébet Bruzsenyák Ilona Újpesti Dózsa        | 548,6 cm |
| súlylökés csapat     | Bognár Judit Armuth Edit Irányi Margit Menyhárt Krisztina Varga Gabriella Bp. Honvéd  | 15,106 m | Vranyecz Irén Horváth Gabriella Tiszavölgyi Aranka Frank Dénesné Krajcsovics Józsefné Bp. Honvéd | 12,376 m | Szekeres Ibolya Kiss Erzsébet Bruzsenyák Ilona Stugner Judit Kontsek Jolán Újpesti Dózsa | 12,374 m |
| diszkoszvetés csapat | Varga Gabriella Bognár Judit Menyhárt Krisztina Tóth Katalin Vranyecz Irén Bp. Honvéd | 45,812 m | Szabó Mária Kovács Éva Ketykó Teréz Stugner Judit Kontsek Jolán Újpesti Dózsa                    | 43,564 m | Andri Magdolna Papp Teréz Varga Gizella Ircsik Ágnes Magyar Mária Ferencvárosi TC        | 41,344 m |
| gerelyhajítás csapat | Vágási Aranka Petz Vera Rákóczi Zsuzsanna Nagy Csilla Rozsinszky Éva TFSE             | 42,708 m | Ketykó Teréz Károlyi Magdolna Kakuszi Éva Kontsek Jolán Kucserka Mária Újpesti Dózsa             | 39,952 m | Frölich Krisztina Katona Dózsa Gabriella Németh Angéla Bárány Borbála BEAC               | 37,544 m |
| ötpróba csapat       | Bruzsenyák Ilona Szekeres Ibolya Szívós Irén Újpesti Dózsa                            | 12 104   | Papp Margit Nyíri Ibolya Czene Zsuzsa Csepel SC                                                  | 11 413   | Lázár Magdolna Kovács Vajkné Ványi Aranka Debreceni EAC                                  | 9666     |
| mezei futás csapat   | Csipán Borbála Benes Dorottya Geri Ilona Bp. Honvéd                                   | 53       | Szenteleki Sára Velekei Márta Pócza Ildikó Bp. Építők                                            |          | Lipcsei Irén Szűcs Kornélia Prókay Zsuzsa Debreceni MTE                                  |          |

## Magyar atlétikai csúcsok
- n. fp. 50 m 6.37 ocs. Károly Zsuzsa DVTK Berlin 2. 3.